# Elias Koteas
Elias Koteas (gr. Ηλίας Κοτέας; ur. 11 marca 1961 w Montrealu w Kanadzie) – kanadyjski aktor teatralny, aktor telewizyjny, aktor filmowy i scenarzysta, laureat nagrody Genie za rolę Roubena w dramacie Ararat (2002) z Charles’em Aznavourem, pochodzenia greckiego.

## Życiorys
Urodził się w Montrealu w Kanadzie w rodzinie o korzeniach greckich jako syn modniarki i mechanika Canadian National Railways. Ukończył Vanier College w Montrealu. W latach 1981–1983 studiował w Amerykańskiej Akademii Sztuk Dramatycznych (American Academy of Dramatic Arts) w Nowym Jorku, gdzie w latach 1983-1984 występował na studenckiej scenie w adaptacji Johna Whitinga powieści Aldousa Huxleya Diabły (The Devils) jako ojciec Rangier i musicalu Złote jabłko (The Golden Apple) w roli Parysa. Pracował jako zmywacz naczyń i pomocnik kelnera w autobusach za dolara za godzinę.

## Życie prywatne
2 grudnia 1987 ożenił się z Jennifer Rubin. W 1990 doszło do rozwodu. W 1997 spotykał się z Heather Graham.

## Kariera
Grał w przedstawieniach: Pocałunek kobiety pająka Manuela Puiga, Śmierć komiwojażera Arthura Millera, Wiśniowy sad Antoniego Czechowa i Bent. Poznawał techniki aktorstwa w nowojorskim Actors Studio pod kierunkiem Ellen Burstyn i Petera Mastersona.
Po raz pierwszy na ekranie pojawił się w filmie familinym fantasy Magiczne święta (One Magic Christmas, 1985) z Mary Steenburgen i Harrym Deanem Stantonem. Potem zagrał w dramacie wojennym Francisa Forda Coppoli Kamienne ogrody (Gardens of Stone, 1987) u boku Jamesa Caana.
Wystąpił również gościnnie w serialach: NBC Crime Story (1988), ABC Onassis – najbogatszy człowiek świata (Onassis: The Richest Man in the World, 1988) jako młody Arystoteles Onasis, ABC Rycerz-obserwator (Knightwatch, 1989) z Benjaminem Brattem. Zdobył uznanie w dramatach Atoma Egoyana: Likwidator (The Adjuster, 1991) w roli egzekutora firm ubezpieczeniowych, który seksualnie wykorzystuje swoich klientów oraz Exotica (1994) jako zazdrosny DJ Eric, który śledzi występy swojej byłej dziewczyny w nocnym klubie.
W telewizji pojawił się jako Dominic Palladino w czwartym sezonie serialu HBO Rodzina Soprano (The Soprano, 2002) oraz jako człowiek, który strzela do doktora Gregory’ego House w finale drugiego sezonu serialu medycznego Fox Dr House (2006). W latach 2014–2018 Koteas występował w roli Alvina „Ala” Olinsky’ego, długoletniego tajnego detektywa z wywiadu w spin-offie NBC Chicago Fire - Chicago PD. Pod koniec sezonu 2018 postać Koteasa została poraniona nożem w więzieniu i zmarła podczas operacji.

## Filmografia
- Private Sessions (1985) jako syn
- Magiczne święta (One Magic Christmas, 1985) jako Eddie
- Some Kind of Wonderful (1987) jako Skinhead
- Kamienne ogrody (Gardens of Stone, 1987) jako Pete Deveber
- Tucker. Konstruktor marzeń (Tucker: The Man and His Dream, 1988) jako Alex Tremulis
- Ona będzie miała dziecko (She’s Having a Baby, 1988) jako epizod
- Pełnia księżyca w Blue Water (Full Moon in Blue Water, 1988) jako Jimmy
- Onassis – najbogatszy człowiek świata (Onassis: The Richest Man in the World, 1988) jako młody Aristotle Onassis
- Malarek (1989) jako Victor Malarek
- Blood Red (1989) jako Silvio
- Friends, Lovers, & Lunatics (1989) jako Davey
- Godziny rozpaczy (Desperate Hours, 1990) jako Wally Bosworth
- Prawie jak Anioł (Almost an Angel, 1990) jako Steve Garner
- I kto to mówi 2 (Look Who's Talking Too, 1990) jako Stuart
- Wojownicze Żółwie Ninja (Teenage Mutant Ninja Turtles, 1990) jako Casey Jones
- Backstreet Dreams (1990) jako Wizard
- Likwidator (The Adjuster, 1991) jako Noah Render
- Kontakt (Contact, 1992) jako Mohannan
- The Habitation of Dragons (1992) jako Wally Smith
- Chain of Desire (1992) jako Jesus
- Wojownicze Żółwie Ninja III (Teenage Mutant Ninja Turtles III, 1993) jako Casey Jones
- Cyborg 2: Szklany cień (Cyborg 2, 1993) jako Colson 'Colt' Ricks
- Exotica (1994) jako Eric
- Camilla (1994) jako Vincent Lopez
- Słodkie czasy (Sugartime, 1995) jako Butch Blasi
- Armia Boga (The Prophecy, 1995) jako Thomas Dagget
- Zemsta adwokata (Power of Attorney, 1995) jako Paul Dellacroce
- Crash: Niebezpieczne pożądanie (Crash, 1996) jako Vaughan
- Hit Me (1996) jako Sonny Rose
- Gattaca – szok przyszłości (Gattaca, 1997) jako Antonio Freeman
- Cienka czerwona linia (The Thin Red Line, 1998) jako Capt. James 'Bugger' Staros
- Pełnia życia (Living Out Loud, 1998) jako The Kisser
- W sieci zła (Fallen, 1998) jako Edgar Reese
- Uczeń szatana (Apt Pupil, 1998) jako Archie
- Rozwód - współczesny western (Divorce: A Contemporary Western, 1998) jako Matt
- Zatańczyć w Błękitnej Iguanie (Dancing at the Blue Iguana, 2000) jako Sully
- Stracone dusze (Lost Souls, 2000) jako John Townsend
- Uciec przed śmiercią (Harrison's Flowers, 2000) jako Yeager Pollack
- Nowokaina (Novocaine, 2001) jako Harlan Sangster
- Strzał w serce (Shot in the Heart, 2001) jako Gary Gilmore
- Ararat (2002) jako Ali/Jevdet Bey
- Na własną rękę (Collateral Damage, 2002) jako agent Peter Brandt
- Przemyt (Traffic, 2004) jako Mike McKay
- Najwspanialsza gra w dziejach (The Greatest Game Ever Played, 2005) jako Arthur Ouimet
- The Big Empty (2005) jako Specjalista
- Skinwalkers (2006) jako Jonas
- Prisoner (2007) jako Jailer
- Strzelec (Shooter, 2007) jako Jack Payne
- Zodiak (Zodiac, 2007) jako Jack Mulanax
- Ciekawy przypadek Benjamina Buttona (The Curious Case of Benjamin Button, 2008), jako Monsieur Gateau
- Udręczeni (The Haunting in Connecticut, 2009), jako Nicholas Popescu
- Ostatnie dni na Marsie (The Last Days on Mars, 2013), jako Charles Brunel
- Diabelska przełęcz (Devil’s Knot, 2013) jako Jerry Driver